# Club Natació Atlètic
El Club Natació Atlètic fou un club de natació i waterpolo de la ciutat de Barcelona, al barri de la Barceloneta. Els seus colors distintius eren el groc i el negre.

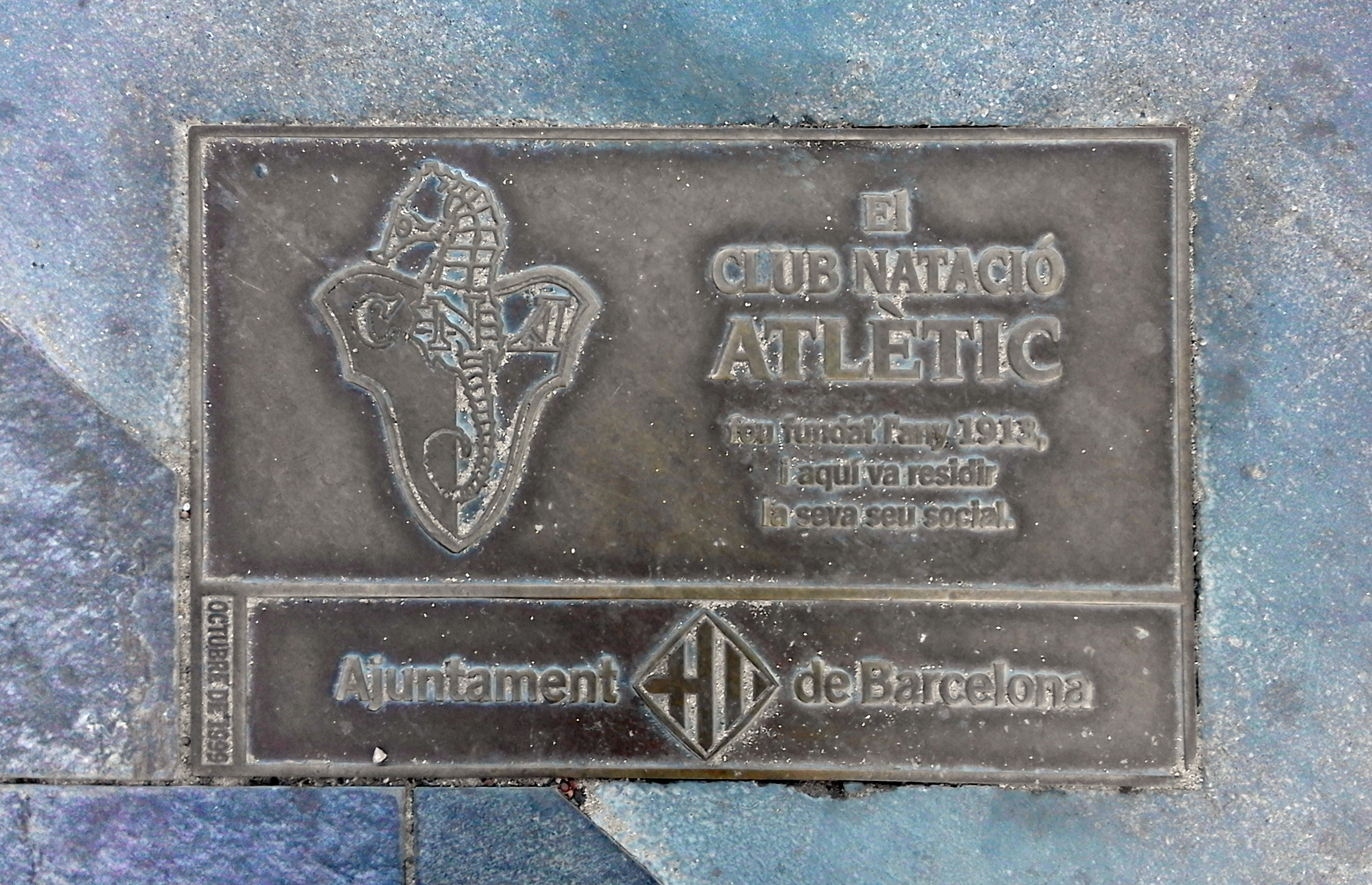
Placa commemorativa a la platja de Sant Miquel.

El club va néixer el 20 de juliol de 1913 per iniciativa d'Esteve Candell Nogués, qui fou el primer president, inscrit al govern civil amb el nom Club Natació Athletic. Inicialment se situà als Banys Orientals de la platja de la Barceloneta. Fou el segon club de Catalunya que es dedicà a la natació, el waterpolo i els salts, però també va tenir seccions de rugbi, atletisme o patí de vela.
Ben aviat començaren els enfrontaments amistosos entre el Barcelona i l'Atlètic. El 21 de juny de 1914 es disputà el primer partit de waterpolo entre ambdós clubs, amb victòria cenebista per 5 a 1. Uns mesos després disputà un encontre internacional amb el CNB i l'Herculis de Mònaco, a la ciutat de la Costa Blava.
L'any 1915 organitzà la primera Travessia del Port de Barcelona, competició que a partir de 1926 s'instituí amb caràcter obert i anual. Durant els anys següents el club organitzà els primers campionats de Catalunya (1918-20), i fou un dels impulsors de la creació de la de la Federación Española de Natación Amateur (1920) i la Federació Catalana de Natació Amateur (1921).
L'any 1921 la secció de rugbi del CNA vencé la UE Santboiana per 9 a 3 al Camp del Riu de Sant Boi, en la represa d'aquest esport al Principat.
Alguns esportistes destacats sorgits del club durant aquests anys foren Josep Manifold, Ramon Artigas i Santiago Ulió. En categoria femenina cal destacar a Mary Bernet.
L'any de 1930 el club catalanitza el seu nom esdevenint Club Natació Atlètic. L'any 1934 va rebre la prestigiosa Copa Stadium. Pel que fa a la vela, el 1931 organitzà la regata Barcelona - Arenys de Mar de patins de vela i el 1932 el primer Campionat de Catalunya de patins de vela.
En waterpolo el club fou subcampió d'Espanya l'any 1959. Alguns esportistes destacats durant aquests anys foren Jordi Granada Benasco, Josep Bas Molina i Maryse Bernard.
L'any 1965 es col·locà la primera pedra de la futura piscina coberta del passeig Marítim, una instal·lació molt desitjada per al barri i que havia de provocar la fusió dels dos clubs del barri, el CN Barceloneta i el CN Atlètic. La fusió no es produí i la piscina fou transferida al Barceloneta per a ser gestionada. D'aquesta manera, el 1967 l'Atlètic inaugurà la piscina desmuntable del club, annexa a la seu social. L'any 1977 el club utilitzà la piscina Calderón de la Barca, un equipament allunyat de la seu del club. Finalment, el 19 de juny de 1992 es va produir la fusió amb el Club Natació Barceloneta per formar el Club Natació Atlètic-Barceloneta.

## Presidents
Els presidents del club han estat:
- 1913-1915: Esteve Candell Nogués
- 1915-1917: Enric Martínez Mora
- 1917-1921: Gerard Collardín Esser
- 1921-1922: Enric Masses Forges
- 1922-1924: Joaquim Puig Barfull
- 1924-1931: Joan Casanovas Garolera
- 1931-1933: Tomàs Palmada Arumí
- 1933-1935: Joan Torres i Picart
- 1935-1939: Joaquim Casamitjana Artés
- 1939-1948: Joaquim Poch Jubert
- 1948-1957: Esteve Granada Bell
- 1957-1971: Andreu Gaspar Funes